# بيلزير (كارولاينا الجنوبية)
بيلزير (بالإنجليزية: Pelzer, South Carolina)‏ هي بلدة أمريكية تقع في الولايات المتحدة في مقاطعة أندرسون (كارولاينا الجنوبية). يقدر عدد سكانها بـ 89 نسمة ومساحتها 0.5 كم2 وترتفع عن سطح البحر 229 متر.

## أعلام
- إد تشابلن
- جونيور وتن
- جون ويلسون